# Michael Jordan
Michael Jeffrey Jordan, född den 17 februari 1963 i Brooklyn i New York, är en amerikansk före detta professionell basketspelare. Jordan anses av många vara den bästa basketspelaren genom tiderna. Han spelade under storhetstiden för Chicago Bulls. Han gavs smeknamnet "MJ" efter sina initialer samt "His Airness" och "Air Jordan" efter att ha gjort sig känd som dunkare.

## Karriär
Michael Jordan kontrakterades av Chicago Bulls 1984. Under de första åren hade klubben svårt att vinna NBA-mästerskapet eftersom 1980-talet dominerades av Magic Johnsons Los Angeles Lakers och Larry Birds Boston Celtics. Det var först i slutet av 1980-talet, då Bulls fick tillskott av en annan talangfull spelare (Scottie Pippen), som Bulls fick ett slagkraftigt lag och inte bara en enmansshow. 1991 vann Jordan och Chicago Bulls sin första NBA-titel genom att besegra Magics Lakers med 4-1 i matcher i finalen.
Nästa år upprepades bravaden då Bulls slog Portland Trail Blazers. I augusti 1992 hemförde USA och deras "Dream Team", ett lag bestående av de absolut största NBA-stjärnorna med spelare som Magic Johnson, Larry Bird, Charles Barkley, Jordan, Pippen med flera, guldet vid OS i Barcelona. 1993 lyckades Jordan göra något som varken Larry Bird eller Magic Johnson lyckats med tidigare: vinna mästerskapet tre år i rad (en så kallad three-peat).
I juli 1993 blev Jordans far James mördad. Detta var något som tog Jordan hårt och strax därefter pensionerade han sig för första gången och sade att han skulle satsa på baseboll, en sport som legat fadern varmt om hjärtat. Basebollkarriären blev dock en flopp och 1995 drog Jordan på sig Bulls-tröjan igen. Med NBA:s bästa lag, som förutom Jordan inkluderade toppspelare som Dennis Rodman (tidigare NBA-mästare med Detroit Pistons), Toni Kukoč (vald till Europas bästa spelare) och Scottie Pippen, lyckades Bulls ta ytterligare en "three-peat". Chicago Bulls lyckades att vinna 72 matcher och förlora 10 matcher säsongen 1995-96. Det var det högsta vinstantalet i NBA:s historia under 20 år (1996–2016). Jordan slutade för andra gången 1999, men återkom 2001 och gjorde comeback för Washington Wizards.
Den 21 februari 2003 blev Jordan den första 40-åringen att nå 40 poäng (43) i en NBA-match. Han lyckades även komma med i all star-laget, men  han slutade ändå definitivt med basketen 2003.
Jordan är spelaren med högst poängsnitt i NBA:s historia (30,1 poäng) samt tillsammans med Wilt Chamberlain spelaren med flest poängtitlar (nio).
Jordan äger ett eget varumärke som heter Air Jordan och inriktar sig främst på basketskor och basketkläder.
Jordan medverkade i filmen Space Jam (1996), där han spelar basket för att rädda Looney Tunes. Jordan medverkade även i videon till låten "Jam" med Michael Jackson.

## Efter karriären

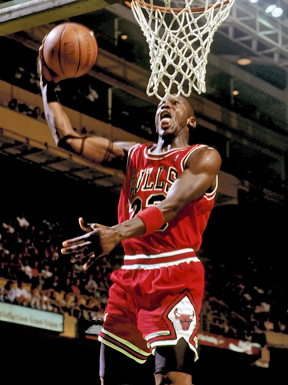
Michael Jordan 1987.

Den 17 mars 2010 blev Jordan huvudägare till NBA-klubben Charlotte Bobcats.
Den amerikanska ekonomitidskriften Forbes rankade Jordan som världens 1 691:a rikaste person med en förmögenhet på 1,6 miljarder amerikanska dollar den 23 november 2020.
År 2019 köpte Jordan superyachten Joy för 60 miljoner brittiska pund.

## Meriter
| År        | Klubb              | Antal matcher | Antal poäng           |
| --------- | ------------------ | ------------- | --------------------- |
| 1984–1993 | Chicago Bulls      | 667           | 21 541                |
| 1995–1998 | Chicago Bulls      | 263           | 7 736                 |
| 2001–2003 | Washington Wizards | 142           | 3 015                 |
| Totalt:   |                    | 1 072         | 32 292 (30,1 p/match) |

### Priser och utmärkelser (i urval)
- NCAA-mästare: 1982
- NBA-mästare: 1991, 1992, 1993, 1996, 1997, 1998
- OS-guld: 1984, 1992
- NBA:s mest värdefulle spelare (MVP): (1987/88, 1990/91, 1991/92, 1995/96, 1997/98)